# 切尔沃
切尔沃（義大利語：Cervo），是意大利因佩里亚省的一个市镇。总面积35.39平方公里，人口1150人，人口密度339.2人/平方公里（2009年）。ISTAT代码为008017。

## 友好城市
- 西班牙塞尔沃 2008年